# طريق الشيخ جابر الأحمد الصباح
طريق الشيخ جابر الأحمد الصباح يمتد من طريق خريص جنوبا وبالتحديد ميدان الحرس الوطني إلى طريق الدمام شمالا وبالتحديد كوبري الفحص الدوري.
يعتبر طريق الشيخ جابر فاصلا بين ستة أحياء في الرياض حيث يعتبر الحد الشرقي لحي النهضة وحي الخليج وحي اشبيليا وحي اليرموك , والحد الغربي لحي المعيزيلة وحي القادسية.
‌